# Provinz Nouaceur
Die nur ca. 455 km² große Provinz Nouaceur (arabisch إقليم النواصر) ist eine der kleinsten und gleichzeitig dichtbesiedeltsten Provinzen Marokkos. Sie gehört seit der Verwaltungsreform von 2015 zur Region Casablanca-Settat (davor zu Grand Casablanca) und ist Teil des Großraums Casablanca. Die Provinz hat gut 333.000 Einwohner (2014).

## Orte
| Gemeinde    | Einwohner 1994 | Einwohner 2004 | Einwohner 2014 |
| ----------- | -------------- | -------------- | -------------- |
| Dar Bouazza | 45.177         | 115.367        | 151.373        |
| Bouskoura   | 22.818         | 92.259         | 103.026        |
| Nouaceur    | 9.989          | 12.696         | 23.802         |